# Премия «Грэмми» за лучшую песню года
Пре́мия «Грэ́мми» за лу́чшую пе́сню го́да (англ. Grammy Award for Song of the Year) присуждается Национальной академией искусства и науки звукозаписи за «художественные достижения, техническое мастерство и значительный вклад в развитие звукозаписи без учёта продаж и позиции в чартах» ежегодно с 1959 года. Является одной из самых престижных наград в современной музыкальной индустрии, которую можно сравнить с премией «Оскар» в кинематографе. Номинация «Песня года» (англ. Song of the Year) является одной из 4 самых главных (Большая четвёрка, The Big Four) из более чем 100 других номинаций этой премии.
Премия «Грэмми» за лучшую песню года (англ. Song of the Year) вручается за отдельный сингл или трек, получателем её является автор, поэт-песенник, впервые создавший песню. В этом смысле «song» означает написанную песню, но не записанную, как в номинации «Запись года», где она вручается исполнителю, звукорежиссёру и продюсеру песни. Согласно описанию номинации, награда присуждается автору (авторам) песни, которая должна содержать мелодию и текст, и должна являться либо новой песней, либо песней, впервые получившей известность во время года номинирования. Композиции содержащие семплы или интерполяции не имеют права выдвигаться на соискание награды".
Начиная с 1960-х годов для авторов также были введены отдельные, жанровые категории: За лучшую кантри-песню (с 1965 года), За лучшую рок-песню (с 1992 года), За лучшую R&B-песню, а также относительно недавние номинации — За лучшую рэп-песню (с 2004 года), За лучшую госпел-песню (с 2006 года), За лучшую современную христианскую-песню (с 2012 года) и За лучшую народную-песню.

## История и рекорды
Впервые премия была присуждена в 1959 году автору песни «Volare» итальянскому певцу Доменико Модуньо. Она до сих пор остаётся единственной неанглоязычной песней среди всех победителей этой категории «Грэмми». Двукратными победителями в этой категории были такие исполнители как Генри Манчини (1962 и 1964), Джонни Мёрсер (1962 и 1964), Джеймс Хорнер (1988 и 1999), Уилл Дженнингс (1993 и 1999), U2 (2001 и 2006) и Адель (2012 и 2017).
Во время 20-й церемонии «Грэмми» произошёл нетипичный прецедент, лауреатами стали сразу две песни: «Evergreen (Love Theme from A Star Is Born)» (Барбра Стрейзанд/Пол Уильямс) и «You Light Up My Life» (Джо Брукс). За всю историю «Грэмми» подобные ситуации случались лишь несколько раз, а в данной номинации больше не повторялись.
Только три исполнителя за всю историю премии «Грэмми» смогли получить все 4 её самые престижные награды (Песня, Альбом, Запись и Новичок года): Кристофер Кросс, Адель и Билли Айлиш. Однако, если Адель смогла сделать это только за несколько лет, то Кросс и Айлиш получили все 4 награды в один год — в 1981-м и 2020-м годах соответственно. Только пяти исполнителям удалось выиграть премию за лучшую песню вместе с премией как лучшему новому исполнителю года за одну церемонию: Кристофер Кросс (1981), Алиша Киз (2002), Эми Уайнхаус (2008), Fun. (2013) и Сэм Смит (2015).
Во многих случаях авторы песен также были исполнителями: Доменико Модуньо, Генри Манчини, Джон Леннон и Пол Маккартни, Джо Саут, Пол Саймон, Кэрол Кинг, Барбра Стрейзанд, Кристофер Кросс, Майкл Джексон и Лайонел Ричи, Билли Джоэл, Стинг, Бобби Макферрин, Эрик Клэптон, Брюс Спрингстин, Seal, Шон Колвин, Джеймс Хорнер, Роб Томас, Алиша Киз, Лютер Вандросс, Джон Мейер, U2, Dixie Chicks, Эми Уайнхаус, Coldplay, Бейонсе, Lady Antebellum, Адель, Fun., Лорд, Сэм Смит и Эд Ширан.
Представители США побеждали в данной категории чаще других, тем не менее, среди других лауреатов фигурируют музыканты из Великобритании, Австралии, Австрии, Италии и Ирландии
Двадцать девять песен-лауреатов также побеждали в категории «Запись года». По состоянию на 2018 год ни один автор не выиграл «Песню года» дважды подряд.

## Список лауреатов
Ниже представлен полный список всех лауреатов и номинантов на эту награду. Номинантами были произведения, изданные в предыдущий календарный год, относительно текущей церемонии «Грэмми».
| Год[I] | Автор | Работа                                                                | Исполнитель[II]                                     | Номинанты | Ссылка        | Фото |
| ------ | --- | --------------------------------------------------------------------- | --------------------------------------------------- | --- | ------------- | ---- |
| 1959   | Доменико Модуньо | «Volare» *                                                            | Доменико Модуньо                                    | - Пол Вэнс и Ли Покрисс за песню «Catch a Falling Star», исполненную Перри Комо - Джонни Давенпорт и Эдди Кули за песню «Fever», исполненную Пегги Ли - Алан Джей Лернер и Фредерик Лоу за песню к фильму «Жижи», в исполнении различных артистов - Сай Коулмэн и Кэролин Ли за песню «Witchcraft», исполненную Фрэнком Синатрой | [ 12 ]        |      |
| 1960   | Джимми Дрифтвуд | «The Battle of New Orleans»                                           | Джонни Хортон                                       | - Сэмми Кан и Джимми Ван Хеусен за песню «High Hopes», исполненную Фрэнком Синатрой - Карл Шульц и Эдит Линдерман за песню «I Know», исполненную Перри Комо - Пол Фрэнсис Уэбстер и Андре Превин за песню «Like Young», исполненную Андре Превином - Джул Стайн и Стивен Сондхайм за песню «Small World», исполненную Джонни Мэтис | [ 13 ]        |      |
| 1961   | Эрнест Голд | «Музыкальная тема фильма Исход»                                       | Инструментальная композиция (различные исполнители) | - Чарльз Рендольф Грен, Джо Эллисон и Одри Эллисон за песню «He'll Have to Go», исполненную Джими Ривзом - Лью Спенс, Алан и Мэрилин Бергман за песню «Nice 'n' Easy», исполненную Фрэнком Синатрой - Сэмми Кан и Джимми Ван Хеусен за песню «Second Time Around», исполненную Энди Уильямсом - Макс Стайнер за музыкальную тему фильма «Theme from A Summer Place», исполненную Перси Фейтом | [ 14 ]        |      |
| 1962   | Генри Манчини Джонни Мёрсер | «Moon River» *                                                        | Генри Манчини                                       | - Джимми Дин за песню «Big Bad John», исполненную Джимми Дином - Хэнк Кокран за песню «A Little Bitty Tear», исполненную Бёрлом Айвзом - Тони Верлона за песню «Lollipops and Roses», исполненную Джеком Джонсом - Джули Стайн, Бетти Комден и Адольф Грин за песню «Make Someone Happy», исполненную различными артистами | [ 15 ]        |      |
| 1963   | Лесли Брикасс Энтони Ньюли | «What Kind of Fool Am I?»                                             | Сэмми Дэвис-младший                                 | - Лайонел Барт за песню «As Long as He Needs Me», исполненную Ширли Бэсси - Дуглас Кросс и Джордж Кори за песню «I Left My Heart in San Francisco», исполненную Тони Беннеттом - Джон Кандер и Фред Эбб за песню «My Coloring Book», исполненную Сэнди Стюарт - Ричард Роджерс за песню «The Sweetest Sounds», исполненную различными артистами | [ 16 ]        |      |
| 1964   | Генри Манчини Джонни Мёрсер | «Days of Wine and Roses» *                                            | Генри Манчини                                       | - Сэмми Кан и Джимми Ван Хеусен за песню «Call Me Irresponsible», исполненную Фрэнком Синатрой - Саша Дистель и Джек Рирдон за песню «The Good Life», исполненную Тони Беннеттом - Сэди Виммерстедт и Джонни Мерсер за песню «I Wanna Be Around», исполненную Тони Беннеттом - Берт Бакарак и Хэл Дэвид за песню «Wives and Lovers», исполненную Джеком Джонсом | [ 17 ]        |      |
| 1965   | Джерри Херман | «Hello, Dolly!»                                                       | Луи Армстронг                                       | - Джон Леннон и Пол Маккартни за песню «A Hard Day’s Night», исполненную The Beatles - Генри Манчини, Рэй Эванс и Джей Ливингстон за песню «Dear Heart», исполненную Энди Уильямсом - Джули Стайн и Боб Меррилл за песню «People», исполненную Барброй Стрейзанд - Лесли Брикасс и Энтони Ньюли за песню «Who Can I Turn To?», исполненную Тони Беннеттом | [ 18 ]        |      |
| 1966   | Пол Фрэнсис Уэбстер Джонни Мэндел | «The Shadow of Your Smile»                                            | Тони Беннетт                                        | - Мишель Легран, Норман Гимбел и Жак Деми за песню «I Will Wait for You», исполненную Конни Фрэнсис - Джимми Ван Хеусен и Сэмми Кан за песню «The September of My Years», исполненную Фрэнком Синатрой - Джон Леннон и Пол Маккартни за песню «Yesterday», исполненную The Beatles - Роджер Миллер за песню «King of the Road», исполненную Роджером Миллером | [ 19 ]        |      |
| 1967   | Джон Леннон Пол Маккартни | «Michelle»                                                            | The Beatles                                         | - Джон Барри и Дон Блэк за песню «Born Free», исполненную Энди Уильямсом - Митч Ли и Джо Дэрион за песню «The Impossible Dream», исполненную Ричардом Кили - Пол Фрэнсис Уэбстер и Морис Жарр за песню «Somewhere, My Love», исполненную Рэй Конниффом - Берт Кемпферт, Чарльз Синглтон и Эдди Снайдер за песню «Strangers in the Night», исполненную Фрэнком Синатрой | [ 20 ]        |      |
| 1968   | Джимми Уэбб | «Up, Up, and Away» *                                                  | The 5th Dimension                                   | - Джимми Уэбб за песню «By the Time I Get to Phoenix», исполненную Гленом Кэмпбеллом - Tom Jones и Харви Шмидт за песню «My Cup Runneth Over», исполненную Эдом Эймсом - Бобби Джентри за песню «Ode to Billie Joe», исполненную Бобби Джентри - Джон Хартфорд за песню «Gentle on My Mind», исполненную Гленом Кэмпбеллом | [ 21 ]        |      |
| 1969   | Бобби Расселл | «Little Green Apples»                                                 | Оши Смит                                            | - Том Ти Холл за песню «Harper Valley PTA», исполненную Джинни Си Райли - Джон Леннон и Пол Маккартни за песню «Hey Jude», исполненную The Beatles - Бобби Расселл за песню «Honey», исполненную Бобби Голдсборо - Пол Саймон за песню «Mrs. Robinson», исполненную Simon & Garfunkel | [ 22 ]        |      |
| 1970   | Джо Саут | «Games People Play»                                                   | Джо Саут                                            | - Ларри Кьюсик, Эдди Снайдер и Нино Рота за песню «A Time For Us», исполненную Генри Манчини - Дэвид-Клейтон Томас за песню «Spinning Wheel», исполненную Blood, Sweat & Tears - Берт Бакарак и Хэл Дэвид за песню «I'll Never Fall in Love Again», исполненную Дайон Уорвик - Берт Бакарак и Хэл Дэвид за песню «Raindrops Keep Fallin’ on My Head», исполненную Би Джей Томасом | [ 23 ]        |      |
| 1971   | Пол Саймон | «Bridge over Troubled Water» *                                        | Simon & Garfunkel                                   | - Рей Стивенс за песню «Everything Is Beautiful», исполненную Реем Стивенсом - Джеймс Тейлор за песню «Fire and Rain», исполненную Джеймсом Тейлором - Джон Леннон и Пол Маккартни за песню «Let it Be», исполненную The Beatles - Роджер Николс и Пол Уильямс за песню «We've Only Just Begun», исполненную The Carpenters | [ 24 ]        |      |
| 1972   | Кэрол Кинг | «You've Got a Friend»                                                 | Джеймс Тейлор и Кэрол Кинг                          | - Крис Кристофферсон за песню «Help Me Make It Through the Night», исполненную Крисом Кристофферсоном - Сид Уэйн и Армандо Мансанеро за песню «It's Impossible», исполненную Перри Комо - Крис Кристофферсон и Фред Фостер за песню «Me and Bobby McGee», исполненную Дженис Джоплин - Джо Саут за песню «(I Never Promised You a) Rose Garden», исполненную Линн Андерсон | [ 25 ]        |      |
| 1973   | Юэн Макколл | The First Time Ever I Saw Your Face *                                 | Роберта Флэк                                        | - Гилберт О’Салливан за «Alone Again (Naturally)», исполненную Гилбертом О’Салливаном - Дон Маклин за песню «American Pie», исполненную Доном Маклином - Нил Даймонд за песню «Song Sung Blue», исполненную Нилом Даймондом - Мишель Легран, Алан и Мэрилин Бергман за песню «The Summer Knows», исполненную Мишелем Леграном | [ 26 ]        |      |
| 1974   | Норман Джимбел Чарльз Фокс | «Killing Me Softly with His Song» *                                   | Роберта Флэк                                        | - Кенни О'Делл за песню «Behind Closed Doors», исполненную Чарли Ричем - Стиви Уандер за песню «You Are the Sunshine of My Life», исполненную Стиви Уандером - Карли Саймон за песню «You’re So Vain», исполненную Карли Саймон - Ирвин Ливайн и Л. Расселл Брайн за песню «Tie a Yellow Ribbon Round the Ole Oak Tree», исполненную Tony Orlando and Dawn | [ 27 ]        |      |
| 1975   | Марвин Хэмлиш Алан и Мэрилин Бергман                                                                                                 | «The Way We Were»                                                     | Барбра Стрейзанд                                    | - Джин Макдэниелс за песню «Feel Like Makin' Love», исполненную Робертой Флэк - Джефф Барри и Питер Аллен за песню «I Honestly Love You», исполненную Оливией Ньютон-Джон - Дэвид Никтерн за песню «Midnight at the Oasis», исполненную Марией Малдор - Пол Уильямс и Кеннет Ашер за песню «You and Me Against the World», исполненную Хелен Редди | [ 28 ]        |      |
| 1976   | Стивен Сондхайм | «Send in the Clowns»                                                  | Джуди Коллинз                                       | - Дженис Айан за песню «At Seventeen», исполненную Дженис Айан - Моррис Альберт за песню «Feelings», исполненную Моррисом Альбертом - Нил Седака и Ховард Гринфилд за песню «Love Will Keep Us Together», исполненную Captain & Tennille - Ларри Вайс за песню «Rhinestone Cowboy», исполненную Гленом Кэмпбеллом | [ 29 ]        |      |
| 1977   | Брюс Джонстон | «I Write the Songs»                                                   | Барри Манилоу                                       | - Билл Данофф за песню «Afternoon Delight», исполненную Starland Vocal Band - Нил Седака и Ховард Гринфилд за песню «Breaking Up Is Hard to Do», исполненную Нилом Седакой - Леон Расселл за песню «This Masquerade», исполненную Джорджем Бенсоном - Гордон Лайтфут за песню «The Wreck of the Edmund Fitzgerald», исполненную Гордоном Лайтфутом | [ 30 ]        |      |
| 1978   | Барбра Стрейзанд Пол Уильямс — Джо Брукс                                                                                             | «Evergreen (Love Theme from A Star Is Born)» — «You Light Up My Life» | Барбра Стрейзанд — Дебби Бун                        | - Ричард Ли за песню «Don't It Make My Brown Eyes Blue», исполненную Кристал Гейл - Дон Фелдер, Дон Хенли и Гленн Фрай за песню «Hotel California», исполненную Eagles - Марвин Хэмлиш и Кэрол Байер-Сейджер за песню «Nobody Does It Better», исполненную Карли Саймон - Алан Туссен за песню «Southern Nights», исполненную Гленом Кэмпбеллом | [ 31 ]        |      |
| 1979   | Билли Джоэл | «Just the Way You Are» *                                              | Билли Джоэл                                         | - Барри Гибб, Робин Гибб и Морис Гибб за песню «Stayin' Alive», исполненную Bee Gees - Лайонел Ричи за песню «Three Times a Lady», исполненную Commodores - Нил Даймонд, Алан и Мэрилин Бергман за песню «You Don't Bring Me Flowers», исполненную Нилом Даймондом и Барброй Стрейзанд - Рэнди Гудрам за песню «You Needed Me», исполненную Энн Мюррей | [ 32 ]        |      |
| 1980   | Кенни Логгинс Майкл Макдональд | «What a Fool Believes» *                                              | The Doobie Brothers                                 | - Дэвид Фостер, Джей Грейдон и Билл Чемплин за песню «After the Love Has Gone», исполненную Earth, Wind & Fire - Рики Ли Джонс за песню «Chuck E.'s In Love», исполненную Рики Ли Джонсом - Билли Джоэл за песню «Honesty», исполненную Билли Джоэлом - Дино Фекарис и Фредди Перрен за песню «I Will Survive», исполненную Глорией Гейнор - Лестер Абрамс и Майкл Макдональд за песню «Minute by Minute», исполненную The Doobie Brothers - Дино Фекарис и Фредди Перрен за песню «Reunited», исполненную Peaches & Herb - Стив Гибб за песню «She Believes in Me» в исполнении Кенни Роджерсом | [ 33 ]        |      |
| 1981   | Кристофер Кросс | «Sailing» *                                                           | Кристофер Кросс                                     | - Майкл Гор и Дин Питчфорд за песню «Fame», исполненную Айрин Карой - Аманда Макбрум за песню «The Rose», исполненную Бетт Мидлер - Лайонел Ричи за песню «Lady», исполненную Кенни Роджерсом - Джон Кандер и Фред Эбб за песню «Theme from New York, New York», исполненную Фрэнком Синатрой - Барри Гибб и Робин Гибб за песню «Woman in Love», исполненную Барброй Стрейзанд | [ 34 ]        |      |
| 1982   | Донна Вейс Джеки Дешеннон | «Bette Davis Eyes» *                                                  | Ким Карнс                                           | - Питер Аллен, Берт Бакарак, Кэрол Байер-Сейджер и Кристофер Кросс за песню «Arthur's Theme (Best That You Can Do)», исполненную Кристофером Кроссом - Лайонел Ричи за песню «Endless Love», исполненную Дайаной Росс и Лайонелом Ричи - Билл Уизерс, Уильям Солтер и Ральф Макдональд за песню «Just the Two of Us», исполненную Гровером Вашингтоном-младшим и Биллом Уизерсом - Долли Партон за песню «9 to 5», исполненную Долли Партон | [ 35 ]        |      |
| 1983   | Джонни Кристофер Марк Джеймс Уэйн Карсон                                                                                             | «Always on My Mind»                                                   | Вилли Нельсон                                       | - Пол Маккартни за песню «Ebony and Ivory», исполненную Полом Маккартни и Стиви Уандером - Дэвид Пейч за песню «Rosanna», исполненную Toto - Фрэнки Салливан и Джим Питерик за песню «Eye of the Tiger», исполненную Survivor - Дональд Фейген за песню «I.G.Y. (What a Beautiful World)», исполненную Дональдом Фейгеном | [ 36 ]        |      |
| 1984   | Стинг | «Every Breath You Take»                                               | The Police                                          | - Лайонел Ричи за песню «All Night Long (All Night)», исполненную Лайонелом Ричи - Майкл Джексон за песню «Beat It», исполненную Майклом Джексоном - Майкл Джексон за песню «Billie Jean», исполненную Майклом Джексоном - Майкл Сембелло и Деннис Маткоски за песню «Maniac», исполненную Майклом Сембелло | [ 37 ]        |      |
| 1985   | Грейам Лайл Терри Бриттен | «What’s Love Got to Do with It» *                                     | Тина Тёрнер                                         | - Фил Коллинз за песню «Against All Odds (Take a Look at Me Now)», исполненную Филом Коллинзом - Лайонел Ричи за песню «Hello», исполненную Лайонелом Ричи - Стиви Уандер за песню «I Just Called to Say I Love You», исполненную Стиви Уандером - Синди Лопер и Роб Хайман за песню «Time After Time», исполненную Синди Лопер | [ 38 ]        |      |
| 1986   | Майкл Джексон Лайонел Ричи | «We Are the World» *                                                  | USA for Africa                                      | - Марк Нопфлер и Стинг за песню «Money for Nothing», исполненную Dire Straits - Дон Хенли и Майк Кэмпбелл за песню «The Boys of Summer», исполненную Доном Хенли - Дарил Холл за песню «Everytime You Go Away», исполненную Полом Янгом - Мик Джонс за песню «I Want to Know What Love Is», исполненную Foreigner | [ 39 ]        |      |
| 1987   | Берт Бакарак Кэрол Байер-Сейджер | «That's What Friends Are For»                                         | Дайон Уорвик и её друзья                            | - Питер Гэбриэл за песню «Sledgehammer», исполненную Питером Гэбриэлом - Роберт Палмер за песню «Addicted to Love», исполненную Робертом Палмером - Стив Уинвуд и Уилл Дженнигс за песню «Higher Love», исполненную Стиви Уинвудом - Пол Саймон за песню «Graceland», исполненную Полом Саймоном | [ 40 ]        |      |
| 1988   | Джеймс Хорнер Барри Манн Синтия Вайль                                                                                                | «Somewhere Out There»                                                 | Линда Ронстадт и Джеймс Ингрэм                      | - Ричи Валенс за песню «La Bamba», исполненную Los Lobos - U2 за песню «I Still Haven’t Found What I’m Looking For», исполненную U2 - Сюзанна Вега за песню «Luka», исполненную Сюзанн Вегой - Майкл Массер и Уилл Дженнигс за песню «Didn’t We Almost Have It All», исполненную Уитни Хьюстон | [ 41 ]        |      |
| 1989   | Бобби Макферрин | «Don’t Worry, Be Happy» *                                             | Бобби Макферрин                                     | - Анита Бейкер, Скип Скарборо и Рэнди Холланд за «Giving You the Best That I Got», исполненную Анитой Бейкер - Трейси Чэпмен за песню «Fast Car», исполненную Трейси Чэпмен - Стинг за песню «Be Still My Beating Heart», исполненную Стингом - Бренда Расселл, Джефф Холл и Скотт Катлер за песню «Piano in the Dark», исполненную Брендой Расселл | [ 42 ]        |      |
| 1990   | Ларри Хенли Джефф Силбар | «Wind Beneath My Wings» *                                             | Бетт Мидлер                                         | - Барри Манн, Синтия Вайль и Том Сноу за песню «Don't Know Much», исполненную Линдой Ронстадт и Аароном Невиллом - Дон Хенли и Брюсом Хорнсби за песню «The End of the Innocence», исполненную Доном Хенли - Билли Джоэл за песню «We Didn't Start the Fire», исполненную Билли Джоэлом - Майк Резерфорд и Би Эй Робертсон за песню «The Living Years», исполненную Mike + The Mechanics | [ 43 ]        |      |
| 1991   | Джули Голд | «From a Distance»                                                     | Бетт Мидлер                                         | - Мэрайя Кэри и Бен Маргулис за песню «Vision of Love», исполненную Мэрайей Кэри - Фил Коллинз за песню «Another Day in Paradise», исполненную Филом Коллинзом - Принс за песню «Nothing Compares 2 U», исполненную Шинейд О’Коннор - Чайнна Филлипс, Глен Баллард и Кэрни Уилсон за песню «Hold On», исполненную Wilson Phillips | [ 44 ]        |      |
| 1992   | Ирвинг Гордон | «Unforgettable» *                                                     | Натали Коул и Нэт Кинг Коул                         | - Брайан Адамс, Роберт Джон Ланг и Майкл Кэймен за песню «(Everything I Do) I Do It for You», исполненную Брайаном Адамсом - Эми Грант и Кит Томас за песню «Baby Baby», исполненную Эми Грант - Билл Берри, Питер Бак, Майк Миллз и Майкл Стайп за песню «Losing My Religion», исполненную R.E.M. - Марк Кон за песню «Walking in Memphis», исполненную Марком Коном | [ 45 ]        |      |
| 1993   | Эрик Клэптон Уилл Дженнигс | «Tears in Heaven» *                                                   | Эрик Клэптон                                        | - Дон Фон Тресс за песню «Achy Breaky Heart», исполненную Билли Рэй Сайрусом - Алан Менкен и Ховард Эшман за песню «Beauty and the Beast», исполненную Селин Дион и Пибо Брайсоном - k.d. lang и Бен Минк за песню «Constant Craving», исполненную k.d. lang - Венди Уолдман, Джон Линд и Филип Галдстон за песню «Save the Best for Last», исполненную Ванессой Уильямс | [ 46 ]        |      |
| 1994   | Алан Менкен Тим Райс | «A Whole New World»                                                   | Пибо Брайсон и Риджайна Бель                        | - Билли Джоэл за песню «The River of Dreams», исполненную Билли Джоэлом - Джим Стайман за песню «I’d Do Anything for Love (But I Won’t Do That)», исполненную Meat Loaf - Стинг за песню «If I Ever Lose My Faith in You», исполненную Стингом - Нил Янг за песню «Harvest Moon», исполненную Нилом Янгом | [ 47 ]        |      |
| 1995   | Брюс Спрингстин | «Streets of Philadelphia»                                             | Брюс Спрингстин                                     | - Дэвид Баеруолд, Билл Боттрелл, Вин Купер, Шерил Кроу и Кевин Гилберт за песню «All I Wanna Do», исполненную Шерил Кроу - Элтон Джон и Тим Райс за песню «Can You Feel the Love Tonight», исполненную Элтоном Джоном - Элтон Джон и Тим Райс за песню «Circle of Life», исполненную Элтоном Джоном - Гари Бэйкер и Фрэнк Джей Майерс за песню «I Swear», исполненную Джоном Майклом Монтгомери и группой All-4-One | [ 48 ]        |      |
| 1996   | Seal | «Kiss from a Rose» *                                                  | Seal                                                | - Эрик Базилиан за песню «One of Us», исполненную Джоан Осборн - Марибет Дерри, Сэм Даймонд и Дженнифер Кимбал за песню «I Can Love You Like That», исполненную Джоном Майклом Монтгомери и группой All-4-One - Ар Келли за песню «You Are Not Alone», исполненную Майклом Джексоном - Глен Баллард и Аланис Мориссетт за песню «You Oughta Know», исполненную Аланис Мориссетт | [ 49 ]        |      |
| 1997   | Гордон Кеннеди Уэйн Киркпатрик Томми Симс                                                                                            | «Change the World» *                                                  | Эрик Клэптон                                        | - Трейси Чэпмен за песню «Give Me One Reason», исполненную Трейси Чэпмен - Дайан Уоррен за песню «Because You Loved Me», исполненную Селин Дион - Билл Мак за песню «Blue», исполненную Лиэнн Раймс - Кеннет «Бэбифейс» Эдмондс за песню Exhale (Shoop Shoop), исполненную Уитни Хьюстон | [ 50 ]        |      |
| 1998   | Шон Колвин Джон Левентал | «Sunny Came Home» *                                                   | Шон Колвин                                          | - Эрик Стефани и Гвен Стефани за песню «Don’t Speak», исполненную No Doubt - Дайан Уоррен за песню «How Do I Live», исполненную Лиэнн Раймс и Тришей Йервуд - Пола Коул за песню «Where Have All the Cowboys Gone?», исполненную Полой Коул - Ар Келли за песню «I Believe I Can Fly», исполненную Ар Келли | [ 51 ]        |      |
| 1999   | Джеймс Хорнер Уилл Дженнигс | «My Heart Will Go On» *                                               | Селин Дион                                          | - Дайан Уоррен за песню «I Don’t Want to Miss a Thing», исполненную Aerosmith - Джон Жезник за песню «Iris», исполненную The Goo Goo Dolls - Кирк Франклин за песню «Lean on Me», исполненную Кирком Франклином - Роберт Джон Ланг и Шанайя Твейн за песню «You’re Still the One», исполненную Шанаей Твейн | [ 52 ]        |      |
| 2000   | Итаал Шур Роб Томас | «Smooth» *                                                            | Santana при участии Роба Томаса                     | - Андреас Карлссон и Макс Мартин за песню «I Want It That Way», исполненную Backstreet Boys - Дезмонд Чайлд и Роби Драко Роса за песню «Livin' la Vida Loca», исполненную Рики Мартином - Тионн Уоткинс и Даллас Остин за песню «Unpretty», исполненную TLC - Шанайя Твейн и Роберт Джон Ланг за песню «You’ve Got a Way», исполненную Шанаей Твейн | [ 53 ]        |      |
| 2001   | Адам Клейтон Дэ́вид Э́ванс Ларри Маллен-младший Пол Хью́сон                                                                             | «Beautiful Day» *                                                     | U2                                                  | - Бейонсе, Родни Джеркинс, Лашон Дэниелс, Фред Джеркинс III, Лакетт Летоя, Латавия Робертсон и Келли Роуленд за песню «Say My Name», исполненную Destiny’s Child - Мейси Грей, Джинсу Лим, Джереми Русумна и Дэвид Уайлдер за песню «I Try», исполненную Мейси Грей - Стефани Бентли и Холли Ламар за песню «Breathe», исполненную Фэйт Хилл - Марк Сандерс и Тия Силлерс за песню «I Hope You Dance», исполненную Ли Энн Вумэк | [ 54 ]        |      |
| 2002   | Алиша Киз | «Fallin'»                                                             | Алиша Киз                                           | - Индиа.Ари, Карлос Броуди и Шэннон Сандерс за песню «Video», исполненную Индией. Ари - Чарли Колон, Роб Хотчкисс, Патрик Монахэн, Джимми Стаффорд и Скотт Андервуд за песню «Drops of Jupiter (Tell Me)», исполненную Train - U2 за песню «Stuck in a Moment You Can't Get Out Of», исполненную U2 - Нелли Фуртадо за песню «I’m Like a Bird», исполненную Нелли Фуртадо | [ 55 ]        |      |
| 2003   | Джесси Харрис | «Don't Know Why» *                                                    | Нора Джонс                                          | - Ванесса Карлтон за песню «A Thousand Miles», исполненную Ванессой Карлтон - Аврил Лавин и The Matrix за песню «Complicated», исполненную Аврил Лавин - Брюс Спрингстин за песню «The Rising», исполненную Брюсом Спрингстином - Алан Джексон за песню «Where Were You (When the World Stopped Turning)», исполненную Аланом Джексоном | [ 56 ]        |      |
| 2004   | Ричард Маркс Лютер Вандросс | «Dance with My Father»                                                | Лютер Вандросс                                      | - Линда Перри за песню «Beautiful», исполненную Кристиной Агилерой - Аврил Лавин и The Matrix за песню «I’m with You», исполненную Аврил Лавин - Хорхе Кальдерон и Уоррен Зивон за песню «Keep Me In Your Heart», исполненную Уорреном Зивоном - Джефф Басс, Эминем и Луи Ресто за песню «Lose Yourself», исполненную Эминемом | [ 57 ]        |      |
| 2005   | Джон Мейер | «Daughters»                                                           | Джон Мейер                                          | - Алиша Киз за песню «If I Ain’t Got You», исполненную Алишей Киз - Rhymefest и Канье Уэст за песню «Jesus Walks», исполненную Канье Уэстом - Тим Николс и Крейг Вайсман за песню «Live Like You Were Dying», исполненную Тимом Макгро - Дэниел Эстрин и Дуглас Робб за песню «The Reason», исполненную Hoobastank | [ 58 ]        |      |
| 2006   | Адам Клейтон Дэ́вид Э́ванс Ларри Маллен-младший Пол Хью́сон                                                                             | «Sometimes You Can't Make It on Your Own»                             | U2                                                  | - Джонта Остин, Бэбифейс, Мэрайя Кэри, Джермейн Дюпри, Мануэль Сил-младший, Дарнелл Бристоль, Сид Джонсон, Патрик Мотен, Сандра Салли и Бобби Уомак за песню «We Belong Together», исполненную Мэрайей Кэри - Бобби Бойд, Джефф Ханна и Маркус Хаммонд за песню «Bless the Broken Road», исполненную Rascal Flatts - Брюс Спрингстин за песню «Devils & Dust», исполненную Брюсом Спрингстином - Джон Ледженд и will.i.am за песню «Ordinary People», исполненную Джоном Леджендом | [ 59 ]        |      |
| 2007   | Эмили Робисон Марти Магуайр Натали Мэнс Дэн Уилсон                                                                                   | «Not Ready to Make Nice» *                                            | Dixie Chicks                                        | - Джонта Остин, Мэри Джей Блайдж, Брайан-Майкл Кокс и Джейсон Перри за песню «Be Without You», исполненную Мэри Джей Блайдж - Джеймс Блант, Аманда Гост и Саша Скарбек за песню «You're Beautiful», исполненную Джеймсом Блантом - Джон Бек, Стив Крисанту и Корин Бэйли Рэй за песню «Put Your Records On», исполненную Корин Бэйли Рэй - Бретт Джеймс, Хиллари Линдси и Горди Сэмпсон за песню «Jesus, Take the Wheel», исполненную Кэрри Андервуд | [ 60 ]        |      |
| 2008   | Эми Уайнхаус | «Rehab» *                                                             | Эми Уайнхаус                                        | - Джош Кир и Крис Томпкинс за песню «Before He Cheats», исполненную Кэрри Андервуд - Том Хиггенсон за песню «Hey There Delilah», исполненную Plain White T’s - Корин Бэйли Рэй за песню «Like a Star», исполненную Корин Бэйли Рэй - Кук Харрелл, Jay-Z, Кристофер Стюарт и The-Dream за песню «Umbrella», исполненную Рианной при участии Jay-Z | [ 61 ]        |      |
| 2009   | Гай Берримен Джонни Бакленд Уилл Чемпион Крис Мартин                                                                                 | «Viva la Vida»                                                        | Coldplay                                            | - Эстель, Кит Харрис, Джон Ледженд, Джош Лопез, Калеб Спейр, Канье Уэст и will.i.am за песню «American Boy», исполненную Эстель при участии Канье Уэста - Адель и Эг Уайт за песню «Chasing Pavements», исполненную Адель - Джейсон Мраз за песню «I'm Yours», исполненную Джейсоном Мразом - Сара Бареллис за песню «Love Song», исполненную Сарой Бареллис | [ 62 ]        |      |
| 2010   | Таддис Харрелл Бейонсе Териус Нэш Кристофер Стюарт                                                                                   | «Single Ladies (Put a Ring on It)»                                    | Бейонсе                                             | - Lady Gaga и RedOne за песню «Poker Face», исполненную Lady Gaga - Ход Дэвид и Musze за песню «Pretty Wings», исполненную Максвеллом - Калеб Фоллоуилл, Джаред Фоллоуилл, Мэтью Фоллоуилл и Натан Фоллоуилл за песню «Use Somebody», исполненную Kings of Leon - Лиз Роуз и Тейлор Свифт за песню «You Belong With Me», исполненную Тейлор Свифт | [ 63 ]        |      |
| 2011   | Дейв Хейвуд Джош Киа Чарльз Келли Хиллари Скотт                                                                                      | «Need You Now» *                                                      | Lady Antebellum                                     | - Рей Ламонтейн за песню «Beg Steal Or Borrow», исполненную Ray LaMontagne and The Pariah Dogs - Броди Браун, Си Ло Грин, Ари Левин, Филипп Лоуренс и Бруно Марс за «F**k You», исполненную Си Ло Грин - Том Дуглас и Аллен Шамблин за песню «The House That Built Me», исполненную Мирандой Ламберт - Александр Грант, Скайлар Грей и Marshall Mathers за песню «Love the Way You Lie», исполненную Эминем при участии Рианны | [ 64 ]        |      |
| 2012   | Адель Пол Эпуорт | «Rolling in the Deep» *                                               | Адель                                               | - Джефф Баскер, Малик Джонс, Уоррен Троттер и Канье Уэст за песню «All of the Lights», исполненную Канье Уэстом, Рианной, Кид Кади и Ферги - Тед Дуэйн, Бен Ловетт, Маркус Мамфорд и Кантри Уинстон за песню «The Cave», исполненную Mumford & Sons - Броди Браун, Клод Келли, Филипп Лоуренс, Ари Левин, Бруно Марс и Эндрю Уайатт за песню «Grenade», исполненную Бруно Марсом - Джастин Вернон за песню «Holocene», исполненную Bon Iver | [ 65 ]        |      |
| 2013   | Нейт Рюсс Джек Антонофф Джефф Баскер Эндрю Дост                                                                                      | «We Are Young»                                                        | Fun при участии Жанель Монэ                         | - Эд Ширан за песню «The A Team», исполненную Эдом Шираном - Мигель за песню «Adorn», исполненную Мигелем - Тэвиш Кроуи, Карли Рэй Джепсен и Джош Рамей за песню «Call Me Maybe», исполненную Карли Рэй Джепсен - Йорген Элофссон, Дэвид Гэмсон, ГрегГрег Кёрстин и Али Тампоси за песню «Stronger (What Doesn’t Kill You)», исполненную Келли Кларксон | [ 66 ]        |      |
| 2014   | Джоэл Литл Элла Йе́лич-О’Ко́ннор | «Royals»                                                              | Лорд                                                | - Джефф Баскер, Пинк и Нейт Рюсс за песню «Just Give Me a Reason», исполненную Пинк при участии Нейт Рюсс | [ 67 ]        |      |
| 2015   | Джимми Нейпс Уильям Филлипс Сэм Смит                                                                                                 | «Stay with Me»                                                        | Сэм Смит                                            | - Эндрю Хозиер-Бирн за песню «Take Me to Church», исполненную Эндрю Хозиер-Бирном - Сия Ферлер и Джесси Шаткин за песню «Chandelier», исполненную Сией Ферлер - Макс Мартин, Юхан «Шеллбак» Шустер и Тейлор Свифт за песню «Shake It Off», исполненную Тейлор Свифт - Кевин Кадиш и Меган Трейнор за песню «All About That Bass», исполненную Меган Трейнор | [ 68 ]        |      |
| 2016   | Эд Ширан Эми Уодж | «Thinking Out Loud»                                                   | Эд Ширан                                            | - Кендрик Дакворт, Марк Энтони Спирс и Фаррелл Уильямс за песню «Alright», исполненную Кендриком Ламаром - Макс Мартин, Юхан «Шеллбак» Шустер и Тейлор Свифт за песню «Blank Space», исполненную Тейлор Свифт - Хиллари Линдси, Лори Маккена и Лиз Роуз за песню «Girl Crush», исполненную Little Big Town - Эндрю Седар, Джасти Фрэнкс, Чарльз Пут и Кэмерон Томаз за песню «See You Again», исполненную Уиз Халифой при участии Чарли Пута | [ 69 ]        |      |
| 2017   | Адель Грег Кёрстин | «Hello» *                                                             | Адель                                               | - Халиф Браун, Эштон Хоган, Бейонсе Ноулз и Майкл Л. Уильямс II за песню «Formation», исполненную Бейонсе - Майк Познер за песню «I Took a Pill in Ibiza», исполненную Майком Познером - Джастин Бибер, Бенджамин Левин и Эд Ширан за песню «Love Yourself», исполненную Джастином Бибером - Лукас Фокамер, Стефан Форрест, Мортен Пилегаард и Мортен Ристорп за песню «7 Years», исполненную Lukas Graham | [ 70 ]        |      |
| 2018   | Кристофер Броди Браун, Джеймс Фонтлерой, Филип Лоуренс, Бруно Марс, Рэй Чарлз Маккаллоу II, Джереми Ривс, Рэй Ромулус и Джонатан Айп | «That's What I Like»                                                  | Бруно Марс                                          | - Рамон Айяла, Джастин Бибер, Джейсон Бойд, Эрика Индер, Луис Фонси и Марти Джеймс Гартон за песню «Despacito», исполненную Луисом Фонси и Дэдди Янки при участии Джастина Бибера - Шон Картер и Дион Уилсон за песню «4:44», исполненную Jay-Z - Бенни Бланко, Миккел Сторлеер Эриксен, Тор Эрик Хермансен, Джулия Майклз и Джастин Дрю Трентер за песню «Issues», исполненную Джулией Майклз - Алессия Кара, Logic, Арджун Иватури и Халид Робинсон за песню «1-800-273-8255», исполненную Logic при участии Алессии Кара и Халида | [ 71 ]        |      |
| 2019   | Дональд Гловер, Людвиг Йоранссон, Джеффри Ламар Уильямс                                                                              | «This Is America»                                                     | Childish Gambino                                    | - Кендрик Дакворт, Солана Роу, Al Shuckburg, Mark Spears, & Anthony Tiffith за песню «All the Stars», исполненную Кендриком Ламаром & SZA - Larrance Dopson, Joelle James, Элла Маи & Дижон Макфарлейн за песню «Boo'd Up», исполненную Ella Mai - Дрейк, Daveon Jackson, Brock Korsan, Ron LaTour, Мэтью Самуэльс & Noah Shebib за песню «God’s Plan», исполненную Дрейком - Teddy Geiger, Скотт Харрис, Шон Мендес & Geoffrey Warburton за песню «In My Blood», исполненную Шоном Мендесом - Брэнди М. Карлайл, Дэйв Кобб, Phil Hanseroth & Tim Hanseroth за песню «The Joke», исполненную Брэнди М. Карлайл - Сара Ааронс, Jordan K. Johnson, Стефан Джонсон, Маркус Ломакс, Кайл Трюарт, Майкл Трюарт & Антон Заславский за песню «The Middle», исполненную Zedd, Марен Моррис & Grey - Дональд Гловер & Людвиг Йоранссон за песню «This Is America», исполненную Чайлдиш Гамбино - Леди Гага, Марк Ронсон, Anthony Rossomando & Andrew Wyatt за песню «Shallow», исполненную Леди Гага & Брэдли Купером | [ 72 ] [ 73 ] |      |
| 2020   | Билли Айлиш & Финнеас О’Коннелл | «Bad Guy»                                                             | Билли Айлиш                                         | - Натали Хемби, Леди Гага, Хиллари Линдси & Лори Маккенна за песню «Always Remember Us This Way» в исполнении Леди Гага - Брэнди Карлайл, Фил Хансерот, Тим Хансерот & Таня Такер за песню «Bring My Flowers Now» в исполнении Тани Такер - Руби Аманфу, Сэм Эшворт, D. Arcelious Harris, H.E.R. & Родни Джеркинс за песню «Hard Place» в исполнении H.E.R. - Тейлор Свифт за песню «Lover» за песню Тейлор Свифт - Джек Антонофф & Лана Дель Рей за песню «Norman Fucking Rockwell» в исполнении Ланы Дель Рей - Том Бэрнс, Льюис Капальди, Пит Келлехер, Бенджамин Коэн & Sam Roman за песню «Someone You Loved» в исполнении Льюиса Капальди - Стивен Чанг, Эрик Фредерик, Мелисса Джефферсон & Джесси Сэнт Джон за песню «Truth Hurts» в исполнении Лиззо | [ 74 ]        |      |
| 2021   | D’Mile H.E.R. Tiara Thomas | «I Can’t Breathe»                                                     | H.E.R.                                              | - «Black Parade» в исполнении Бейонсе - «The Box» в исполнении Родди Рича - «Cardigan» в исполнении Тейлор Свифт - «Circles» в исполнении Post Malone - «Don’t Start Now» в исполнении Дуа Липы - «Everything I Wanted» в исполнении Билли Айлиш - «If the World Was Ending» в исполнении JP Saxe при участии Джулии Майклз | [ 75 ]        |      |
| 2022   | Брэндон Андерсон Christopher Brody Brown Dernst Emile II Бруно Марс                                                                  | «Leave the Door Open»                                                 | Silk Sonic                                          | - «Bad Habits» в исполнении Эда Ширана - «A Beautiful Noise» в исполнении Alicia Keys & Brandi Carlile - «Drivers License» в исполнении Оливии Родриго - «Fight for You» в исполнении H.E.R. - «Happier Than Ever» в исполнении Билли Айлиш - «Kiss Me More» в исполнении Doja Cat при участии SZA - «Montero (Call Me by Your Name)» в исполнении Lil Nas X - «Peaches» в исполнении Джастина Бибера при участии Daniel Caesar & Giveon - «Right on Time» в исполнении Brandi Carlile | [ 76 ]        |      |
| 2023   | Бонни Рэйтт | «Just Like That»                                                      | Бонни Рэйтт                                         | - «ABCDEFU» (Гейл) - «About Damn Time» (Лиззо) - «All Too Well (10 Minute Version) (The Short Film)» (Тейлор Свифт) - «As It Was» (Гарри Стайлз) - «Bad Habit» (Стив Лейси) - «Break My Soul» (Бейонсе) - «Easy on Me» (Адель) - «God Did» (Khaled Khaled) - «The Heart Part 5» (Кендрик Ламар) | [ 77 ]        |      |
| 2024   | Билли Айлиш & Finneas O'Connell | «What Was I Made For?»                                                | Билли Айлиш                                         | - Jack Antonoff, Lana Del Rey & Sam Dew — «A&W» (Лана Дель Рей) - Jack Antonoff & Taylor Swift — «Anti-Hero» (Тейлор Свифт) - Jon Batiste & Dan Wilson — «Butterfly» (Jon Batiste) - Caroline Ailin, Dua Lipa, Mark Ronson & Andrew Wyatt — «Dance the Night» (Дуа Липа) - Miley Cyrus, Gregory Aldae Hein & Michael Pollack — «Flowers]» (Майли Сайрус) - Rob Bisel, Carter Lang & Solána Rowe — «Kill Bill» (SZA) - Dan Nigro & Olivia Rodrigo — «Vampire» (Оливия Родриго) |               |      |
| 2025   | Кендрик Ламар | «Not like us»                                                         | Кендрик Ламар                                       | - «Texas Hold ’Em» — Бейонсе - «Birds of a Feather» — Билли Айлиш - «Good Luck, Babe!» — Чаппелл Рон - «Die with a Smile» — Леди Гага & Бруно Марс - «Please Please Please» — Сабрина Карпентер - «A Bar Song (Tipsy)» — Shaboozey - «Fortnight» — Тейлор Свифт при участии Post Malone | [ 78 ]        |      |

- ↑  Ссылка на церемонию «Грэмми», прошедшую в этом году.
- ↑  Исполнители, указанные в списке не получают награду.
- Знак (*) означает одновременное в этом году получение и другой престижной награды — Лучшая запись года (Record of the Year).